# Oxford (Ohio)
Oxford est une municipalité de l'État de l'Ohio, située dans le comté de Butler aux États-Unis. C'est une ville universitaire, fondée autour de l'université Miami. En 1850, le futur président des États-Unis Benjamin Harrison fut transféré dans cette université, où il fut membre de la congrégation Phi Delta Theta et fut diplômé en 1852.